# Sury-le-Comtal
Sury-le-Comtal ist eine französische Gemeinde mit 6651 Einwohnern (Stand: 1. Januar 2022) im Département Loire in der Region Auvergne-Rhône-Alpes. Sie gehört zum Arrondissement Montbrison und zum Kanton Saint-Just-Saint-Rambert. Die Einwohner werden Suryquois(es) oder Suriquois(es) genannt.
Die Gemeinde erhielt 2022 die Auszeichnung „Eine Blume“, die vom Conseil national des villes et villages fleuris (CNVVF) im Rahmen des jährlichen Wettbewerbs der blumengeschmückten Städte und Dörfer verliehen wird.

## Geografie
Sury-le-Comtal liegt inmitten der Ebene von Forez etwa 20 Kilometer nordwestlich von Saint-Étienne und 12 Kilometer südöstlich von Montbrison und wird vom Canal du Forez durchzogen. Umgeben wird Sury-le-Comtal von den Nachbargemeinden Précieux im Norden, L’Hôpital-le-Grand und Craintilleux im Nordosten, Saint-Cyprien im Osten, Bonson im Südosten, Saint-Marcellin-en-Forez im Süden, Boisset-Saint-Priest im Südwesten und Saint-Romain-le-Puy im Nordwesten.

## Bevölkerungsentwicklung
| Jahr                       | 1962 | 1968 | 1975 | 1982 | 1990 | 1999 | 2006 | 2017 |
| -------------------------- | ---- | ---- | ---- | ---- | ---- | ---- | ---- | ---- |
| Einwohner                  | 3385 | 3587 | 3778 | 4200 | 4592 | 4805 | 5272 | 6552 |
| Quellen: Cassini und INSEE |      |      |      |      |      |      |      |      |

## Sehenswürdigkeiten
- Gotische Kirche Saint-André, erbaut um 1450, mit mehreren Glocken aus dem 16. Jahrhundert, seit 1949 als Monument historique eingeschrieben
- Château de Sury, erbaut im 17. Jahrhundert, 1937 teilweise zerstört, seit 1948 in Teilen als Monument historique klassifiziert, 1963 in weiteren Teilen klassifiziert und 2011 in restlichen Teilen eingeschrieben
- Kapelle Saint-Étienne mit Friedhof, der Gräber aus dem 11. Jahrhundert birgt
- Landgut von Chaux aus der ersten Hälfte des 19. Jahrhunderts, Taubenschlag seit 1980 als Monument historique eingeschrieben

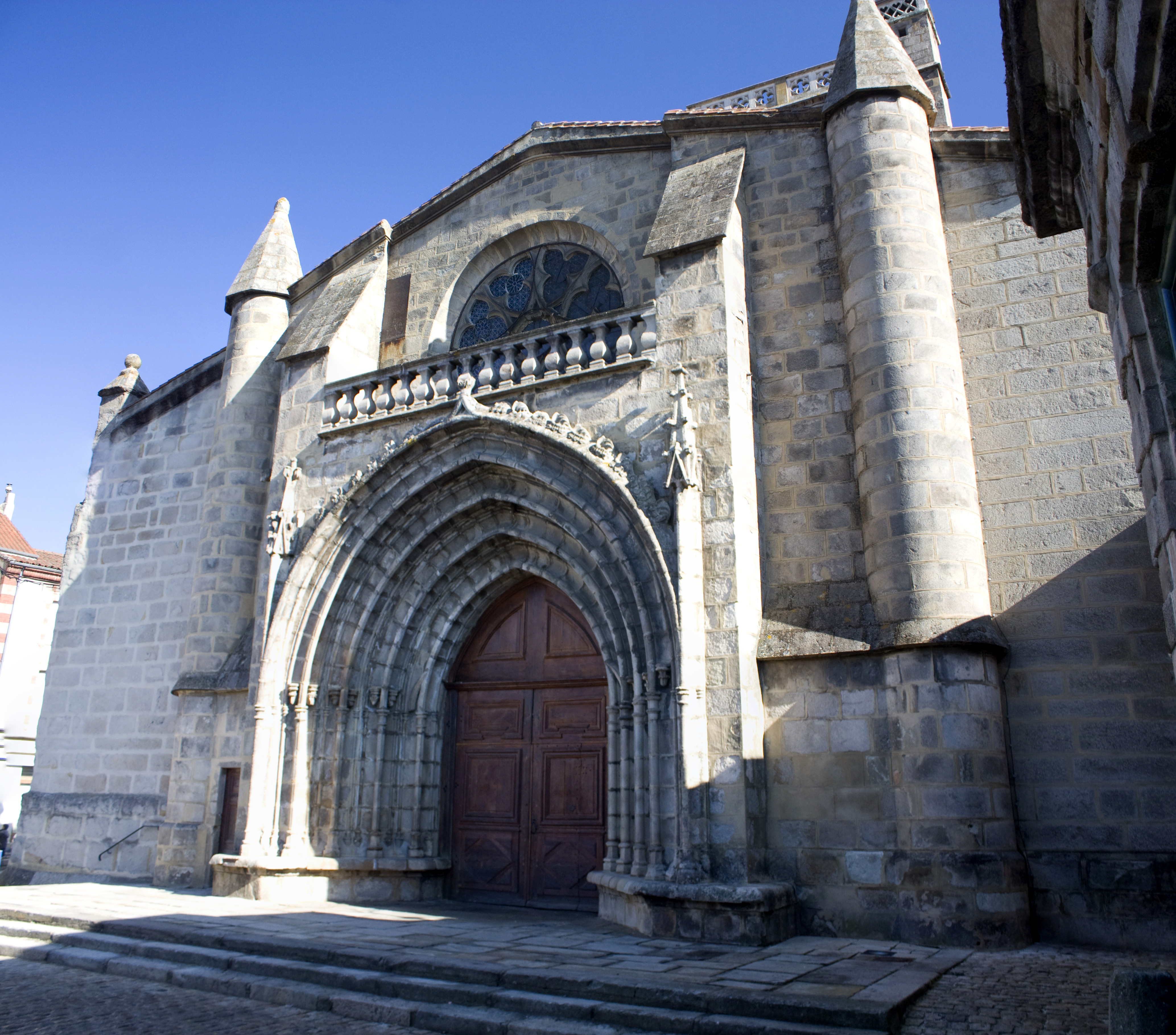
Westfassade der Kirche Saint-André
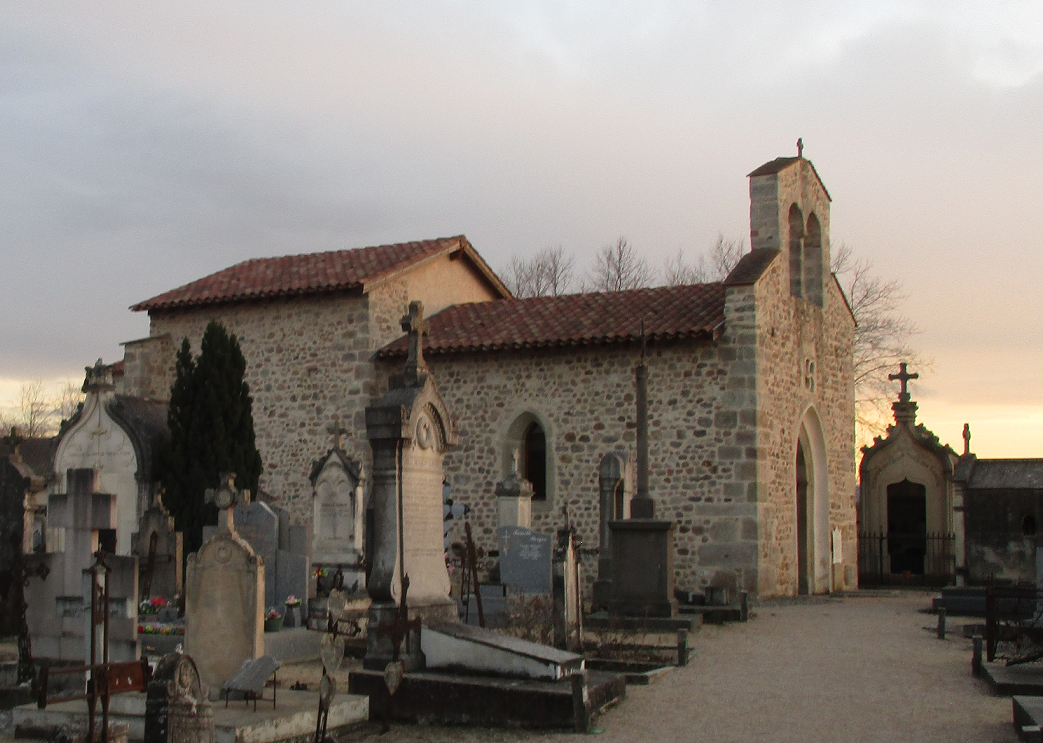
Kapelle Saint-Étienne
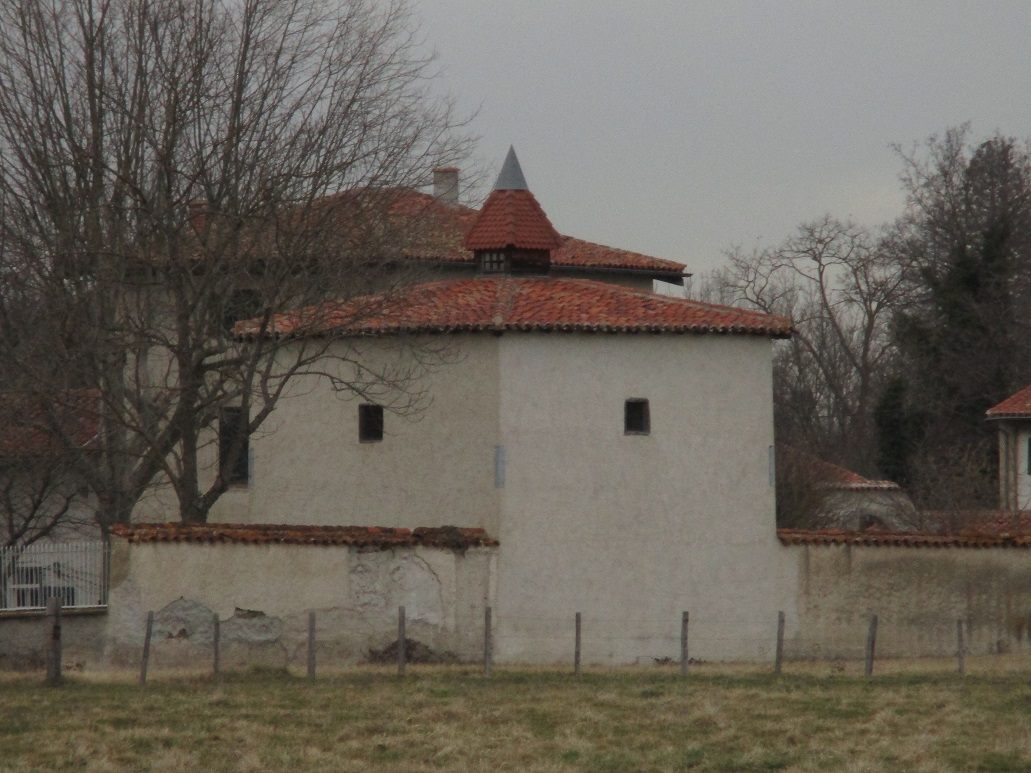
Taubenschlag des Landguts von Chaux

## Persönlichkeiten
- Anthony Blanc, eigentlich Antoine Blanc (1792–1860), französischer Geistlicher und Erzbischof von New Orleans, geboren in Sury-le-Comtal